# アベフトシ
アベ フトシ（本名：安部 太、1966年12月16日 - 2009年7月22日）は、日本のギタリスト。1994年から2003年まで、THEE MICHELLE GUN ELEPHANTのギタリストとして活動した。身長187cm。血液型A型。既婚。

## 生涯
広島市中区江波出身。広島工業大学高等学校卒業。バンド、STRAWBERRY JEANのメンバーとして活動後、インディーズで音源を幾つか発表するが、音楽性の違いにより脱退。

### THEE MICHELLE GUN ELEPHANT
1994年に、知人の紹介でTHEE MICHELLE GUN ELEPHANTに加入。同年7月9日、下北沢屋根裏にてワンマンライブ。チケットは完売であった。
1996年、シングル「世界の終わり」でメジャーデビュー。
2003年10月11日、幕張メッセでのライブを以ってTHEE MICHELLE GUN ELEPHANT解散。

### THEE MICHELLE GUN ELEPHANT 解散後
2004年、元SNAIL RAMPのAKIOのソロプロジェクトKOOLOGIに参加。
2006年、和氣亜耶、惑星の元ベース清水義将、山岡卓寛と共にバンドCARRIEを結成するも、同年12月21日に解散。2008年9月15日、シーナ&ザ・ロケッツの広島公演にてSpecialGuestとして5曲を演奏。

### 晩年
晩年は故郷・広島に帰りペンキ屋として生計を立てていた。同郷の先輩・吉川晃司に東京に呼び出され、自身のライブへの参加を要請されるが泥酔していた2人は会談の席で殴り合いの喧嘩になる。翌日、アベは吉川に謝罪しオファーを快諾。2008年12月29日〜31日の代々木第二体育館で行われた吉川晃司のライブに出演し、吉川を"アニキ"と呼び慕うまでに親睦を深めた。しかし、これがアベの生涯最後のライブ出演となった。
2009年7月22日未明、急性硬膜外血腫のため死去。満42歳没。詳細については公表されていない。その日は、結果的に最後のライブ出演となった演奏が収録されている、吉川晃司のアルバム『Double-edged sword』 （初回限定盤のDisc2 「25th Year's Eve Live」）の発売日であった。
葬儀翌日の7月25日、The Birthdayのボーカルとしてフジロック・フェスティバルに出演したチバユウスケは、ライブの冒頭で「今日のライブは、俺達の大親友だったアベフトシに捧げます。」と述べた。

## 演奏・音楽性
- 敬愛するミュージシャンは、ザ・クラッシュ、ザ・フー、ドアーズ、ダムド、ドクター・フィールグッド、ジミ・ヘンドリックス、鮎川誠等。
- ジョニー・キッド&ザ・パイレーツのミック・グリーンやドクター・フィールグッドのウィルコ・ジョンソンに影響を受け、リフ主体の曲や3コード進行の曲を好んだ。

## 人物・エピソード
- たまたま友人の家にあったギターに触れた事が、ギターを購入するきっかけとなった[6]。
- 最初にギターを持って弾いたコードはEmだった[7]。
- 寡黙で礼儀正しい。
- 集団行動が苦手。
- 運転免許を持っていなかった。
- 187cmの長身ながら極端な痩せ型体型であり、黒を基調としたファッションを好む。「ELECTRIC」というロック系ブランドの服を好んで着ていた。
- THEE MICHELLE GUN ELEPHANTの曲はアベのギターから始まる曲が多いが、ライブではしばしばアベが曲順を間違えて始めてしまうことがあり、しかも本人は気付いていないため、他のメンバーは仕方なくアベに合わせて違う曲を演奏することがあったという。メンバーはアベに指摘しようにも「顔がイッちゃってる」ため間違いを指摘できず、また、アベ本人も「（みんなが）笑ってるから、俺かっこいい、決まったのかな」と思っていた。

## 使用機材

### ギター
メインギター、サブギター共にseen製のテレキャスター・カスタムタイプを愛用。シャープなカッティングに反応する様にと、いずれのギターにも重めの木材をセレクトし、ネックは三角シェイプを好む。以下に挙げるテレキャスター以外には、グレッチ・シルバージェット及びバーンズ製のギターを所有している。
- seen製テレキャスタータイプ（黒のボディに黄色系の鼈甲柄ピックガード）

下記のテレキャスター・カスタムタイプのギターが製作される以前の極初期に使用していたメインギター。
アルダーボディ・ローズウッド指板、アルダーボディ・ハカランダ指板、アッシュボディ・ドクロ型インレイ入りローズウッド指板の3タイプをオーダーしている。
- seen製テレキャスターカスタムタイプ（ナチュラルボディに黒ピックガード）

96年12月のハイタイムツアーよりメインになり、主に『Chicken Zombies』の頃に使用した初期のメインギター。
「アウト・ブルーズ」や「ゲット・アップ・ルーシー」のPVでも用いられている。
ボディはアッシュ、メイプルネックにローズ指板。
フェンダー・テレキャスター・カスタムではネックのジョイントが3点止めだが、彼の使用するモデルでは4点止めとなっている。
ブリッジも、フェンダー製は3セクションのものだが、6セクションのものを採用している。
ピックアップはフロント・リア共にフェンダー製。
ピックアップセレクタースイッチが通常の「肩」の位置ではなく本来リアトーンのある位置に移設されており、本来フロントトーンの位置にあるツマミがマスタートーンになっている。
これらの仕様は彼の所有する他のテレキャスター・カスタム タイプのギターにもおおよそ共通である。
- seen製テレキャスターカスタムタイプ（黒ボディに赤鼈甲柄ピックガード）

「スモーキン・ビリー」や「G.W.D」などのPVでも用いられている、彼の代名詞とも言えるメインギター。
THEE MICHELLE GUN ELEPHANTの4thアルバム『ギヤ・ブルーズ』の頃から使用し、THEE MICHELLE GUN ELEPHANT解散後もKOOLOGI等で使用していた。
マスタートーンのノブは使用開始当時はヴォリュームつまみと同じハットノブだったが、途中からドクロ型のものに交換している。
- seen製テレキャスターカスタムタイプ（黒ボディにホワイトパール柄ピックガード）

「暴かれた世界」のPVでも使用された後期のメインギター。
- seen製テレキャスターデラックスタイプ＆カスタムタイプ

2001年頃に製作されたデラックスタイプは、フロント・リアピックアップともにGibsonタイプのハムバッカーが搭載されている。
同時期に製作されたカスタムタイプは前述のカスタムタイプと異なり、フロントピックアップはシングルが搭載されている。
※過去にフェンダージャパンから上記のギターを模した「アベフトシモデル」が出ていたという情報があるが、該当機種はあくまでも通常ラインのテレキャスター・カスタムを基に、イケベ等のショップや神田商会がピックガード等ハードウェアの交換、配線、スイッチの位置等の変更を別注でカスタムしたモデルであり、正式な「アベフトシモデル」ではない。

### ギターアンプ
エフェクターはほとんど使わず、基本的にギターとアンプのみで音作りをしている。
- フェンダー ザ・ツイン（赤ノブ期）（初期）
- sunn Model T
- マーシャル JCM900（後期）

## 関連書籍
- アベフトシ THEE MICHELLE GUN ELEPHANT（Guitar Magazine Special Feature Series）ムック（リットーミュージック）[8]
  - 初版限定版（ポスター付き）、2010年12月16日、 ISBN 9784845618941
  - 復刻版、2019年7月22日、ISBN	9784845634040